# I've Seen That Face Before (Libertango)
 I've Seen That Face Before (Libertango) è un singolo della cantante giamaicana Grace Jones, pubblicato nel maggio 1981 come secondo estratto dell'album Nightclubbing.

## Descrizione
La canzone è una rielaborazione del brano Libertango di Astor Piazzolla, composizione strumentale di tango argentino del 1974, sovrapposta ad un arrangiamento beguine ed un testo scritto dalla stessa Jones, Barry Reynolds, Dennis Wilkey e Nathalie Delon. 
Il testo descrive il lato più oscuro ed ambiguo della vita notturna parigina. La canzone include alcune frasi recitate in francese (Tu cherches quoi ? À rencontrer la mort ? Tu te prends pour qui ? Toi aussi tu détestes la vie...).
La Jones ha anche registrato una versione in lingua spagnola del brano intitolato Esta cara me es conocida, e una seconda versione in inglese con i passaggi in francese recitati in lingua portoghese.

## Successo commerciale
Il singolo, uscito come secondo estratto dell'album, ottenne un grande successo commerciale, vendendo solo in Francia 146 800 copie. 
Raggiunse la Top 20 in cinque paesi europei, compreso il primo posto in Belgio, ed è considerata come una delle sue Signature song. 
Una versione più lunga della canzone è stata pubblicata su singolo da 12 pollici e su alcune riedizioni digitali dell'album.

## Utilizzo in altri media
La canzone, pur non essendo stata inclusa nella colonna sonora ufficiale del film, è presente in alcuni momenti chiave del thriller Frantic, ambientato a Parigi, diretto da Roman Polański nel 1988 e interpretato tra gli altri da Harrison Ford. Il brano è presente anche nel secondo episodio della prima stagione della serie TV Pose.

## Critica
Il brano è stato descritto dalla critica musicale come uno dei momenti più alti della carriera musicale di Grace Jones.

## Video musicale
Il videoclip diretto da Jean-Paul Goude, all'epoca compagno della cantante, inizia con un primo piano della Jones che indossa un cappello di carta nero a punta e la sua faccia nascosta sotto una maschera di carta composta da tre elementi che compongono il naso (verde), la bocca (rosa) ed il mento (giallo). Questi vengono poi rimossi dall'ingresso nell'inquadratura di due mani che indossano due guanti bianchi e che recidono gli elastici delle maschere. La Jones quindi inizia ad eseguire la canzone, ripresa solo in primo piano ed imbracando una fisarmonica. Sul finale del video la camera si allarga, svelando il set del video, situato sul tetto di un grattacielo di New York.

## Tracce
- 7" single

A. "I've Seen That Face Before (Libertango)" – 4:29
B. "Warm Leatherette" – 4:25
- 7" single

A. "I've Seen That Face Before" – 4:30
B. "Demolition Man" – 4:32
- 7" ES single

A. "Esta cara me es conocida (I've Seen That Face Before (Libertango))" – 4:32
B. "El demoledor (Demolition Man)" – 3:31
- 12" single

A. "I've Seen That Face Before (Libertango)" – 5:32
B. "Warm Leatherette" – 4:25
- 12" single

A. "I've Seen That Face Before (Libertango)" – 5:36
B. "Pull Up to the Bumper" – 5:01
- 7" Brazilian single

A. "I've Seen That Face Before (Libertango)" (Sung in Portuguese) - 4:30
B. "Warm Leatherette" - 4:25

## Classifiche
| Classifica (1981) | Posizione massima |
| ----------------- | ----------------- |
| Belgio (Fiandre)  | 1                 |
| Francia           | 35                |
| Germania          | 16                |
| Italia            | 44                |
| Paesi Bassi       | 4                 |
| Spagna            | 14                |
| Svezia            | 20                |
| Svizzera          | 9                 |